# Siphonoperla hajastanica
Siphonoperla hajastanica är en bäcksländeart som först beskrevs av Zhiltzova 1961.  Siphonoperla hajastanica ingår i släktet Siphonoperla och familjen blekbäcksländor. Inga underarter finns listade i Catalogue of Life.